# Stanisław Tymoteusz Trojanowski
Stanisław Tymoteusz Trojanowski OFMConv (ur. 29 lipca 1908 w Sadłowie, zm. 28 lutego 1942 w KL Auschwitz) – polski brat zakonny zakonu franciszkanów z Niepokalanowa, błogosławiony Kościoła katolickiego.

## Życiorys
Urodził się w ubogiej rodzinie we wsi Sadłowo. Ojciec osierocił rodzinę w czasie I wojny światowej co zmusiło Stanisława do podjęcia pracy zarobkowej w celu utrzymania matki i trzech braci.
Przyjął sakrament bierzmowania z rąk arcybiskupa Juliana Nowowiejskiego, a 5 marca 1930 został przyjęty przez św Maksymiliana Marie Kolbego jako kandydat do zakonu w Niepokalanowie. 6 stycznia 1931 roku został przyjęty do nowicjatu i przyjął imię Tymoteusz. 2 lutego 1935 złożył pierwsze śluby zakonne, a 11 lutego 1938 złożył śluby wieczyste.
Całe życie zakonne spędził w Niepokalanowie zajmując się wysyłką „Rycerza Niepokalanej”, zaopatrzeniem, pracując w dziale rolniczym i koszykarskim, oraz jako opiekun chorych braci w infirmerii. O. Maksymilian darzył go wielkim zaufaniem.
Po wkroczeniu okupantów do Niepokalanowa został aresztowany 14 października 1941 i przewieziony z grupą współbraci na Pawiak, a następnie do obozu Auschwitz-Birkenau, gdzie głodzony, bity i zamęczony katorżniczą pracą zmarł na zapalenie płuc 28 lutego 1942 jako numer 25431.

Jego życiowym mottem było:

W każdym czasie i w każdym miejscu, do swobodnego rozporządzania Woli Bożej.

26 maja 1994 ogłoszono br. Tymoteusza Sługą Bożym.
Beatyfikował go papież Jan Paweł II 13 czerwca w Warszawie w grupie 108 błogosławionych męczenników.